# Citroën M35
El Citroën M35 fue un cupé derivado del Ami 8, y equipado con un motor Wankel y suspensión hidroneumática . Las carrocerías fueron fabricadas por Heuliez entre 1969 y 1971.

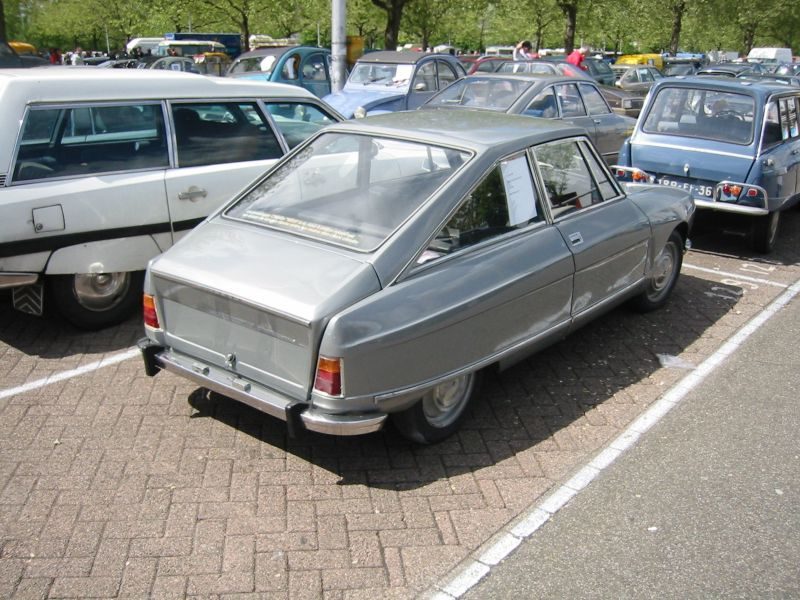
Zaga del Citroën M35

## Características técnicas
El motor rotativo, montado longitudinalmente, tenía una cilindrada nominal de 498 cc (equivalente a 995 cc de un motor de ciclo Otto convencional) y entregaba 49 CV y 68 N m de par.  Podía acelerar de 0 a 62 mph (100 km/h) en 19 segundos, 10 segundos más rápido que un Ami 8, y alcanzar una velocidad máxima de 145 km/h. Se montaba con un tanque de combustible más grande , de 43 litros, para mejorar el alcance, ya que el del Ami 8 estándar era más pequeño. El motor funcionaba con tanta suavidad que Citroën instaló un chivato que sonaba cuando el coche se acercaba a su línea roja de 7.000 rpm.  El motor era suministrado por Comotor, la empresa formada en 1967 por NSU y Citroën.

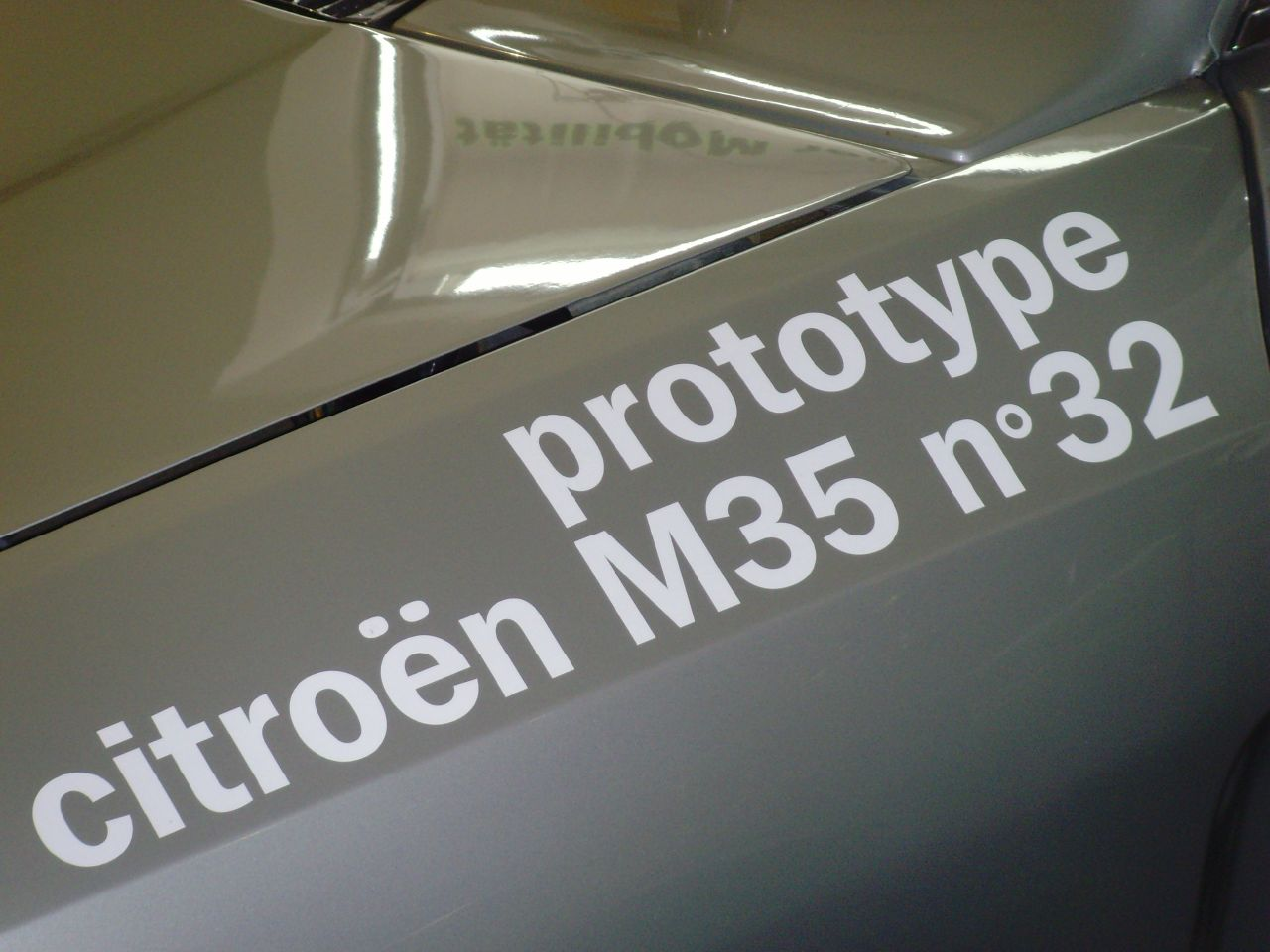
Detalle del número de unidad

## Producción
El M35 era un vehículo experimental y no se vendió oficialmente, sino que se entregó a clientes fieles de Citroën para conocer sus comentarios sobre la utilidad del diseño. Debido a su estado experimental, cada vehículo presentaba un cartel en la parte inferior de la luneta trasera que decía en francés: “Este prototipo Citroën M35 equipado con un motor de pistones rotativos está siendo sometido a pruebas de larga duración por parte de un cliente de Citroën”. Muchos aspectos del M35 llegaron a la producción regular. 
Los motores fueron fabricados por NSU en Neckarsulm, el chasis y el tren de rodaje por Citroën en la planta Rennes y las carrocerías por Heuliez.  Las primeras impresiones de conducción destacaban el silencio extremo del motor Wankel, una aceleración bastante buena, y una flexibilidad excelente, con una velocidad máxima de 150 km/h.

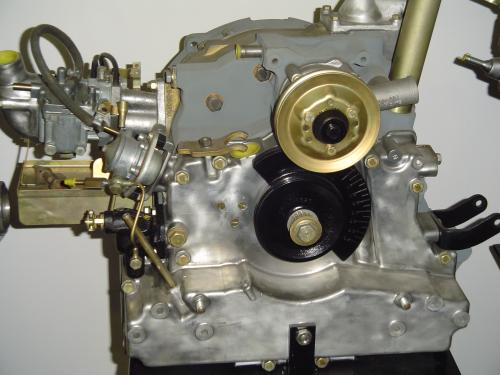
Motor Wankel Comotor NSU 513 para el prototipo Citroën M35

El motor rotativo se consideró satisfactorio y en 1974 se utilizó una versión de doble rotor en el GS Birotor ; la caja de cambios utilizada en el M35 fue la caja de cambios del GS 1015 (aunque con un patrón de cambios normal); Ciertas piezas de suspensión llegaron a la línea GS cuando se introdujo en 1970 y los asientos que se reclinaban justo por encima de la cintura se utilizaban en el SM .  